# Лягушкорот Хартерта
Лягушкорот Хартерта (лат. Batrachostomus harterti) — птица из семейства лягушкоротов отряда козодоеобразных. Известны из горных лесов северной и центральной часть острова Калимантан, эндемиком которого он является. Вид не образует подвидов.

## История и этимология
Типовой экземпляр добыл британский колониальный администратор, зоолог и этнограф Charles Hose в 1891 году на горе Dulit на севере Саравака, на высоте около 600 м. Видовое название дано в честь немецкого орнитолога Эрнста Хартерта.

## Внешний вид и строение
Это большой, темно-каштаново-коричневый лягушкорот, длина тела от 32 до 37 см. Длина крыла от 220 до 250 мм. На шее перья в виде узкого ошейника. На крыльях большие белые пятна. Брюхо более бледно-коричневое с рябинами и пятнами. Половой диморфизм не выражен.
Единственный лягушкорот сопоставимого размера на Калимантане ушастый лягушкорот (B. auritus), с которым лягушкорот Хартерта образует надвид. Ушастый лягушкорот немного крупнее (длина тела 39—42 см) и бледнее окрашен. Ни один другой лягушкорот, найденный на Калимантане, не превышает по длине 30 см.

## Голос
Звучание голоса этого вида неизвестно наверняка, хотя Том Харриссон записал птичий крик на Келабитское нагорье, который он приписал этому виду, звучащий как «туаб туаб».

## Распространение и места обитания
Лягушкорот Хартерта является эндемиком острова Калимантан. Известно только восемь музейных образцов, добытых на горе Дулит, плато Усунь-Апау и Келабитском нагорье в Сараваке и на горе Лян Кубунг (западный Калимантан). Он также был замечен возле Поринга в национальном парке Кинабалу в Сабахе.
Его природной средой обитания является низменный горный лес как первичный, так и вторичный на высоте от 300 до 1500 м над уровнем моря.

## Поведение
О размножении и пищевых пристрастиях этого вида известно очень мало. Самка, добытая 19 ноября, была готова отложить яйца. Желудок образца, добытого на Келабитском нагорье, был полон саранчи или кузнечиков.

## Угрозы и охрана
Ареал лягушкорота Хартерта оценивается в 127 000 км², и он уменьшается. Его ареалу угрожает разрушение из-за лесозаготовок и развития сельского хозяйства. В Красной книге МСОП он обозначен как вид, близкий к уязвимому положению. Предлагаемые меры по сохранению включают изучение экологии вида и защиту подходящей среды обитания.